# Limaria hemphilli
Limaria hemphilli är en musselart som först beskrevs av Leo George Hertlein och Strong 1946.  Limaria hemphilli ingår i släktet Limaria och familjen filmusslor. Inga underarter finns listade i Catalogue of Life.